# Catharosia flavicornis
Catharosia flavicornis là một loài ruồi trong họ Tachinidae.